# Danmarks runeindskrifter 299 M
Danmarks runeindskrifter 299 M, signum DR 299 M, var en runinskrift på en kyrkklocka från Hardeberga kyrka. Enligt Nils Henrik Sjöborg (1822) och Nils G. Bruzelius (1878) hade kyrkklockan en runinskrift på latin. Klockan skall ha ringts sönder och omgöts därför 1846. I samband med en inventering 1828 avritades såväl inskriften som ett därunder befintligt kors av ovanlig typ. De latinska orden procul omne förekommer även i en senare runinskrift i Hardeberga kyrka.
En translitterering av inskriften lyder:
pær krusis ok sihnum : fgiaþ : ¶ : prokul : omne : malihnum +
Transkribering till latin:
Per crucis hoc signum fugiet procul omne malignum.
Översättning till modern svenska:
Genom detta korstecken skall allt ont fly långt härifrån.